# Umpqua (grup humà)
Umpqua és una denominació geogràfica que engloba diversos grups d'amerindis dels Estats Units (parlants de llengües de diferents famílies lingüístiques) que viuen a l'actual estat d'Oregon entorn al riu Umpqua. La tribu Alt Umpqua és representada com a Banda Cow Creek de la tribu d'indis Umpqua. La tribu va signar un tractat amb el govern federal dels Estats Units el 19 de setembre de 1853. Els Alt Umpqua foren la primera tribu d'Oregon en signar un tractat federal. La banda Cow Creek parlava el takelma, actualment extingida. La banda Cow Creek té una reserva prop de l'actual ciutat de Roseburg (Oregon).
La tribu Baix Umpqua és representada actualment com una de les tres Tribus Confederades d'indis Coos, Lower Umpqua i Siuslaw situat al sud-oest de la costa d'Oregon. Parlaven una llengua propera al siuslaw.
Algunes bandes umpqua formen part de les Tribus Confederades de la Comunitat de Grand Ronde d'Oregon.
La tribu Cow Creek actualment gestiona el Seven Feathers Hotel & Casino Resort a Canyonville.

## Història

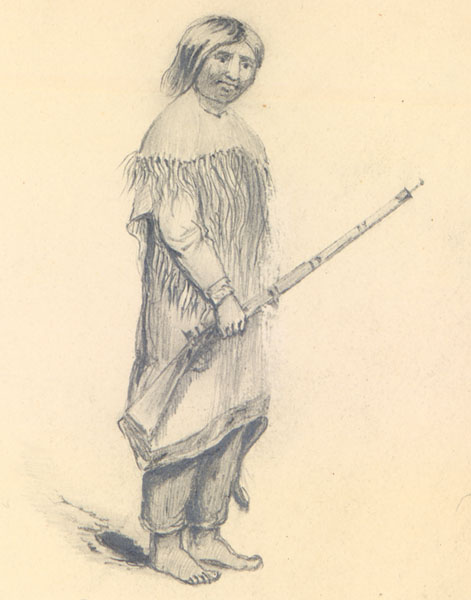
"Indi umpqua", dibuixat per Alfred Thomas Agate

Durant la dècada de 1800 els comerciants de pells que treballaven per la Companyia de la Badia de Hudson van ser els primers no nadius que trobaren els umpqua i altres pobles originaris d'Oregon. Els umpqua eren menys tolerants que la majoria a aquestes intrusions. La seva hostilitat va culminar en la massacre el 1828 de quinze membres del grup explorador nord-americà liderat per Jedediah Smith.
Els umpqua patiren una mortalitat massiva a causa de l'epidèmia de verola de Califòrnia de 1837-1838, així com per la malària i altres malalties. Van culpar encertadament als euroamericans de portar-los-hi aquestes malalties, cosa que va fer augmentar l'aversió a tots els blancs. La Companyia de la Badia de Hudson i les autoritats russes van oferir programes de vacunació contra la verola, però els umpqua no ho van acceptar.